# Pseudechis pailsei
Espèce
Synonymes
- Pailsus pailsei Hoser, 1998

Pseudechis pailsei est une espèce de serpents de la famille des Elapidae. 

## Répartition
Cette espèce est endémique du Queensland en Australie. Elle se rencontre dans la région de Mount Isa.

## Description
L'holotype de Pseudechis pailsei, une femelle adulte, mesure 1 071 mm dont 169 mm pour la queue. Cette espèce a le dos brun légèrement teinté d'olive. Sa face ventrale est crème. C'est un serpent venimeux.

## Taxinomie
Wüster considère, en 2004, que cette espèce pourrait être valide et ce en raison de divergences dans les séquences ADN, après avoir pensé qu'il s'agissait d'un synonyme de Pseudechis australis.

## Étymologie
Cette espèce est nommée en l'honneur de Roy Pails, un éleveur de serpents à Ballarat. Celui-ci a produit de nombreuses espèces très recherchées ce qui a réduit le nombre de prélèvements dans la nature. Il a inspiré beaucoup d'herpétologistes qui ont repris ses techniques pour l'élevage de serpents australiens.

## Publication originale
- Hoser, 1998 : A new snake from Queensland, Australia (Serpentes: Elapidae). Monitor, Journal of the Victorian Herpetological Society, vol. 10, n. 1, p. 5-9 & 31 (texte intégral).